# Gresca de solters
Gresca de solters (títol original en anglès: Tomcats) és una pel·lícula estatunidenca de comèdia estrenada el 2001, escrita i dirigida per Gregory Poirier. Ha estat doblada al català.
Un grup d'amics fa una aposta que podria ajudar molt a Michael Delaney (Jerry O'Connell), que va quedar endeutat amb un casino en les Vegas a causa d'una nit on va apostar diners i ho va perdre. Només hi ha alguna cosa que s'interposa en el seu trajecte, el jove Kyle (Jake Busey), que es coneix per tenir moltes núvies i per ser el rival de Michael per guanyar l'aposta, pagar els diners i salvar la seva vida, és difícil per a Michael, i només té a algú per ajudar-ho: Natalie Parker (Shannon Elizabeth).

## Rebuda
Tomcats va ser rebutjada per la crítica. Des d'octubre de 2011, la pel·lícula té una classificació de 15 % en Rotten Tomatoes, amb la declaració següent del seu sumari: “Per què molestar-se? Ja saps si l'aniràs a veure o no.” Peter Travers de Rolling Stone va dir “Tomcats està barrejada amb tanta misogínia rampant que els riures es bloquegen en la teva gola.”. Per la seva banda, The New York Times va declarar: "La pel·lícula és entusiasmadorament vulgar però no és particularment divertida, potser per que perd freqüentment la distinció entre humor grotesc i el merament grotesc."